# Frontière entre l'Idaho et l'Oregon

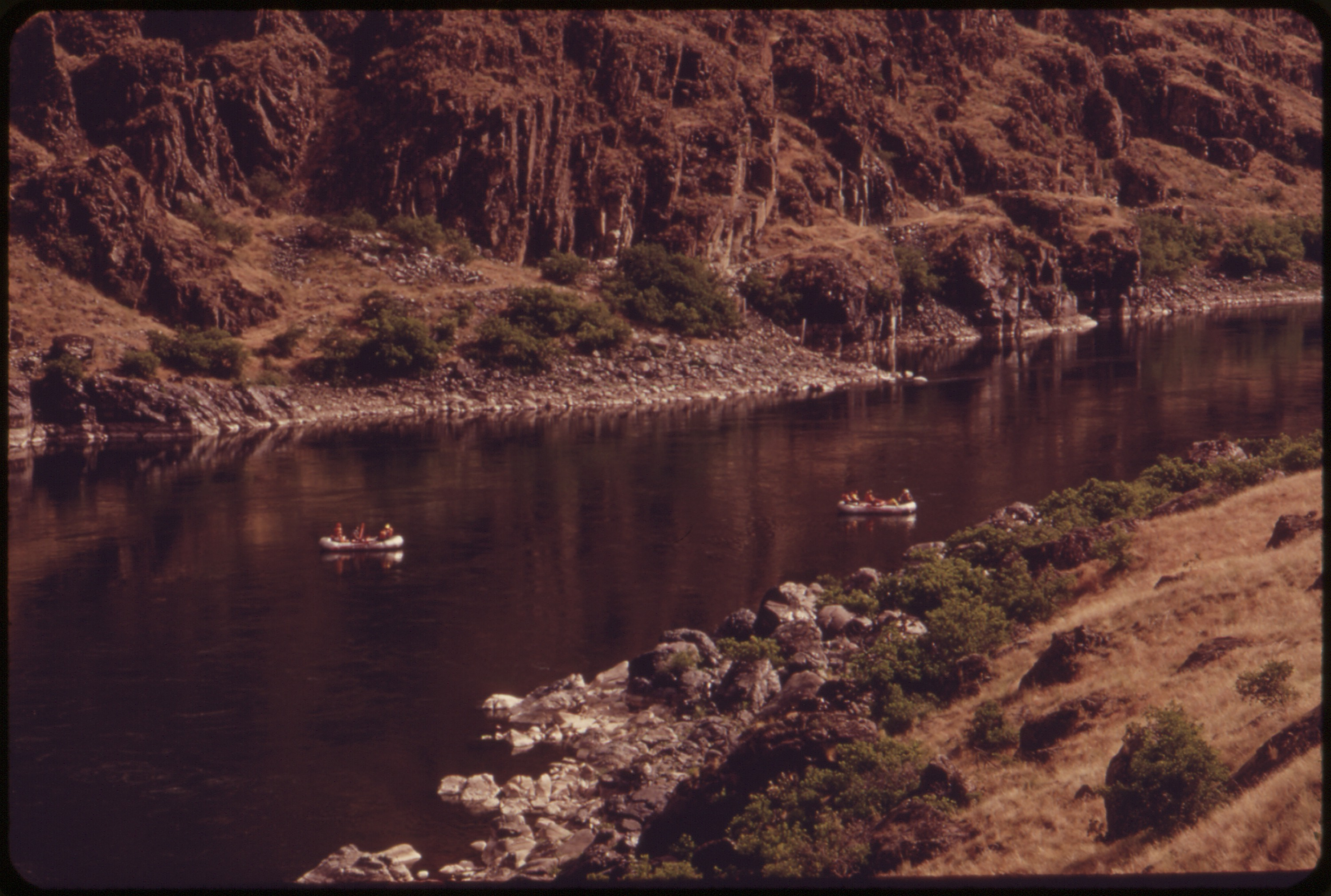
La rivière Snake sépare l'Idaho de l'Oregon.

La frontière entre l'Oregon et l'Idaho est une frontière intérieure des États-Unis délimitant les territoires de l'Oregon à l'ouest et l'Idaho à l'est. 
Son tracé suit pour l'essentiel le cours de la rivière Snake depuis le 46e parallèle nord, jusqu'à sa confluence avec la rivière Owyhee. Elle suit ensuite le 117e méridien ouest jusqu'au 42e parallèle nord.